# Deaflympics d'été de 2005
Les Deaflympics d'été de 2005, officiellement appelés les 20e Deaflympics d'été, ont eu lieu du 5 janvier au 16 janvier 2005 à Melbourne en Australie. Ces Jeux rassemblèrent 2 038 athlètes de 63 pays. Ils ont participé dans 14 sports et 20 disciplines qui regroupèrent un total de 147 épreuves officielles.

## Sélection de la ville hôte
La Ville de Melbourne a été choisi pour accueillir le 36e Congrès de Comité international des sports des Sourds le 8 mars 1999 dans la ville de Davos en Suisse.
| Ville-hôte | Voix |
| ---------- | ---- |
| Melbourne  | 59   |
| Košice     | 33   |

## Faits sur ces Jeux
Le Beach volley est reconnu comme une nouvelle discipline d'été dans le concours sportif de Deaflympics.

## Sport
Les Deaflympics d'été de 2005 a 17 disciplines dont 11 individuelles et 6 en équipe.

### Sports individuels
- Athlétisme
- Marathon
- Badminton
- Bowling
- Course d'orientation
- Cyclisme sur la route
- Lutte
- Natation
- Tennis
- Tennis de table
- Tir sportif

### Sports en équipe
- Basket-ball
- Beach-volley
- Football
- Handball
- Volley-ball
- Water-polo

## Pays participants
Les Deaflympics d'été de 2005 ont accueilli 2038 athlètes de 63 pays: 
- Arménie (1)
- Australie (153)
- Belgique (12)
- Brésil (2)
- Bulgarie (18)
- Chine (69)
- Danemark (41)
- Allemagne (133)
- Estonie (7)
- Fidji (16)
- Finlande (27)
- France (8)
- Ghana (18)
- Grèce (64)
- Inde (43)
- Iran (56)
- Irlande (21)
- Islande (1)
- Israël (5)
- Italie (103)
- Japon (102)
- Canada (15)
- Kazakhstan (7)
- Kenya (7)
- Croatie (19)
- Cuba (11)
- Koweït (4)
- Lettonie (8)
- Lituanie (35)
- Macao (3)
- Malaisie (15)
- Mongolie (3)
- Nouvelle-Zélande (43)
- Pays-Bas (32)
- Norvège (26)
- Autriche (7)
- Pakistan (4)
- Pologne (21)
- Portugal (11)
- Roumanie (2)
- Russie (130)
- Arabie saoudite (28)
- Serbie-et-Monténégro (3)
- Singapour (6)
- Slovaquie (5)
- Slovénie (16)
- Afrique du Sud (22)
- Corée du Sud (35)
- Espagne (2)
- Suède (43)
- Suisse (22)
- Taipei chinois (45)
- Tchéquie (32)
- Thaïlande (2)
- Turquie (74)
- Turkménistan (2)
- Ukraine (96)
- Hongrie (22)
- Royaume-Uni (76)
- États-Unis (171)
- Venezuela (7)
- Biélorussie (19)
- Chypre (7)

## Compétition

### Tableau des médailles
A modifier
- Pays organisateur (Australie)

| Rang    | Nation               | Or  | Argent | Bronze | Total |
| ------- | -------------------- | --- | ------ | ------ | ----- |
| 1       | Ukraine              | 21  | 17     | 14     | 52    |
| 2       | Russie               | 13  | 17     | 26     | 56    |
| 3       | Afrique du Sud       | 13  | 4      | 2      | 26    |
| 4       | États-Unis           | 9   | 12     | 12     | 33    |
| 5       | Chinese Taipei       | 9   | 4      | 3      | 16    |
| 6       | Iran                 | 8   | 6      | 5      | 19    |
| 7       | Corée du Sud         | 7   | 5      | 2      | 14    |
| 8       | Allemagne            | 6   | 15     | 17     | 38    |
| 9       | Chine                | 5   | 8      | 4      | 17    |
| 10      | Royaume-Uni          | 5   | 6      | 6      | 17    |
| 11      | Biélorussie          | 4   | 8      | 7      | 19    |
| 12      | Suède                | 4   | 6      | 7      | 17    |
| 13      | Australie            | 4   | 2      | 6      | 12    |
| 14      | Irlande              | 4   | 5      | 2      | 11    |
| 15      | Italie               | 4   | 4      | 7      | 15    |
| 16      | Cuba                 | 4   | 2      | 2      | 8     |
| 17      | Pologne              | 4   | 1      | 0      | 5     |
| 18      | Japon                | 3   | 7      | 1      | 11    |
| 19      | Lituanie             | 3   | 1      | 4      | 8     |
| 20      | République tchèque   | 3   | 1      | 2      | 6     |
| 21      | Estonie              | 3   | 0      | 2      | 5     |
| 22      | Turquie              | 2   | 5      | 3      | 10    |
| 23      | Hongrie              | 2   | 0      | 3      | 5     |
| 23      | Kenya                | 1   | 1      | 3      | 5     |
| 25      | France               | 1   | 1      | 1      | 3     |
| 26      | Serbie et Monténégro | 1   | 0      | 1      | 2     |
| 26      | Pays-Bas             | 1   | 0      | 1      | 2     |
| 28      | Grèce                | 1   | 0      | 0      | 1     |
| 28      | Norvège              | 1   | 0      | 0      | 1     |
| 28      | Portugal             | 1   | 0      | 0      | 1     |
| 28      | Croatie              | 1   | 0      | 0      | 1     |
| 28      | Venezuela            | 1   | 0      | 0      | 1     |
| 33      | Suisse               | 0   | 3      | 2      | 5     |
| 34      | Hongrie              | 0   | 1      | 0      | 1     |
| 34      | Thaïlande            | 0   | 1      | 0      | 1     |
| 34      | Espagne              | 0   | 1      | 0      | 1     |
| 34      | Slovénie             | 0   | 1      | 0      | 1     |
| 38      | Malaisie             | 0   | 0      | 2      | 2     |
| 39      | Roumanie             | 0   | 0      | 1      | 1     |
| 39      | Canada               | 0   | 0      | 1      | 1     |
| 39      | Belgique             | 0   | 0      | 1      | 1     |
| 39      | Mongolie             | 0   | 0      | 1      | 1     |
| 39      | Kazakhstan           | 0   | 0      | 1      | 1     |
| Total： | Total：              | 149 | 145    | 152    | 446   |

### La France aux Deaflympics
Il s'agit de sa 20e participation aux Deaflympics d'été. Avec un total de 8 athlètes français, la France parvient à se hisser à la 25e place dans le classement par nation.

#### Médailles des français
Les sportifs français ont remporté une médaille d'or, une médaille d'argent et une médaille de bronze.

- Cyclisme sur route individuel homme : David Cloux

- Cyclisme sur route individuel homme : Bernard Baugola

- Athlétisme javelot hommes : Jacques  Jacquelin